# Günther Benedikt
Günther Benedikt, auch Günter Benedikt (* 2. Mai 1921 in St. Pölten; † 21. April 1948 ebenda) war ein österreichischer Politiker und der 25. Bürgermeister von St. Pölten.

## Leben
Günter Benedikt kam am 2. Mai 1921 in St. Pölten als Sohn eines Eisenhändlers zur Welt. Sein Vater verstarb 1929, seine Mutter Melanie Benedikt wurde 1888 in Brünn geboren und war Schauspielerin. Er wuchs im Haus Wiener Straße 6–8 in St. Pölten auf. Er war getauft, wurde jedoch als Sohn einer Jüdin nicht zur Wehrmacht einberufen. 
Am 16. April 1945 wurde er auf Geheiß des Kommandanten der Roten Armee Bürgermeister der Stadt St. Pölten. In seiner kurzen Zeit als Bürgermeister war St. Pölten bis zur Kapitulation der Wehrmacht am 8. Mai Frontgebiet. Schon am 16. Mai desselben Jahres gab er das Amt, nach dem Willen des neuen Stadtkommandanten, an Franz Käfer weiter. Er starb im April 1948 bei einem Verkehrsunfall.

## Ehrungen
- Die Günther-Benedikt-Straße in St. Pölten-Radlberg wurde nach ihm benannt.